# Lipotriches betsilei
Lipotriches betsilei är en biart som först beskrevs av Henri Saussure 1890.  Lipotriches betsilei ingår i släktet Lipotriches och familjen vägbin. Inga underarter finns listade i Catalogue of Life.